# Agata Buczkowska
Agata Buczkowska (ur. 29 kwietnia 1998 w Wałczu) – polska piosenkarka. W latach 2017–2020 wokalistka zespołu Ich Troje.

## Życiorys
Rozpoczęła karierę muzyczną w 2010 od wyjazdów na festiwale muzyczne, na których uzupełniała wiedzę muzyczną. W 2015 zwyciężyła w finale drugiej edycji programu radiowego Young Sing Star w radiu Young Stars, a w nagrodę nagrała singiel i teledysk do piosenki „Mimo wszystko”, który wydała w 2016. W tym samym roku wzięła udział w siódmej edycji programu telewizyjnego The Voice of Poland.
W 2017 została wokalistką zespołu Ich Troje, z którym wydała album pt. Pierwiastek z dziewięciu i wystąpiła na koncercie „30 lat na scenie – Michała Wiśniewskiego & Ich Troje” w 2018. W styczniu 2020 została zwolniona z zespołu przez Michała Wiśniewskiego.

## Nagrody i wyróżnienia
- 2010: Laureatka Wojewódzkiego Festiwalu Piosenki Dziecięcej „Od przedszkola do Idola”, Szczecin
- 2010: II miejsce w kategorii szkół podstawowych na Przeglądzie Pieśni Patriotycznej i Żołnierskiej, Koszalin
- 2011: I miejsce w kategorii szkół podstawowych w Ogólnopolskim 16 Konkursie Piosenki „Wygraj Sukces”, Tarnobrzeg
- 2013: I miejsce w kategorii szkół gimnazjalnych na Ogólnopolskim Festiwalu Piosenki i Tańca, Kwakowo
- 2013: I miejsce w kategorii szkół gimnazjalnych na II Ogólnopolskim Festiwalu Piosenki Europejskiej, Radziejów
- 2013: I miejsce w kategorii 13-15 lat na Ogólnopolskim Festiwalu Piosenki Dziecięcej i Młodzieżowej „Piosenka na dobre i na złe”, Szczecin
- 2014: GRAND PRIX w XII Ogólnopolskim Konkursie Piosenki Dziecięcej i Młodzieżowej „O Puchar Prezydenta Miasta Kalisza”, Kalisz
- 2014: I miejsce w kategorii 16-19 lat na Ogólnopolskim Festiwalu Piosenki Dziecięcej i Młodzieżowej - „Piosenka na dobre i na złe”, Szczecin
- 2015: GRAND PRIX na XX Ogólnopolskim Festiwalu Piosenki Ekologicznej - „Ekopiosenka”, Legnica
- 2015: GRAND PRIX na XIV Ogólnopolskim Festiwalu Piosenki Angielskiej - „Eye”, Widuchowa
- 2015: GRAND PRIX na XIII Ogólnopolskim Festiwalu „Młoda Piosenka”, Połczyn-Zdrój
- 2015: I miejsce na XII Ogólnopolskim Festiwalu Piosenki Europejskiej „Nutka Poliglotka”, Warszawa
- 2015: I miejsce w kategorii szkół ponadgimnazjalnych w X Konkursie Piosenki Obcojęzycznej, Głogów
- 2015: II miejsce na XVII Ogólnopolskim Festiwalu „Piosenka jest dobra na zimę”, Szczecinek
- 2015: II miejsce na II Ogólnopolskim Konkursie Piosenki „Była kiedyś piosenka”, z repertuarem Katarzyny Sobczyk i Czesława Niemena, Sopot
- 2015: II miejsce na Ogólnopolskim Festiwalu Piosenki Dziecięcej i Młodzieżowej - „Gdynia Open”, Gdynia
- 2016: I miejsce na XVI Międzynarodowym Festiwalu Piosenki i Tańca „Muszelki Wigier”, Suwałki
- 2016: I miejsce na XIV Międzynarodowym Festiwalu „Intershow”, Nowy Targ
- 2016: II miejsce na Ogólnopolskim Festiwalu Piosenki Dziecięcej i Młodzieżowej „Gdynia Open”, Gdynia
- 2016: III miejsce na XVI Międzynarodowym Festiwalu wokalistów „Kaunas Talent”, Litwa

## Dyskografia

### Albumy koncertowe
| Rok  | Tytuł                  |
| ---- | ---------------------- |
| 2019 | Wiśniewski Akustycznie |